# アレッポマツ
アレッポマツ（英語: Aleppo Pine、学名: Pinus halepensis）は、地中海地方に自生するマツの1種である。モロッコ、アルジェリアなど地中海沿岸のマグリブ全域、スペインから北は南フランス、イタリア、クロアチア、東はギリシア、北リビアに分布する。シリア（語源となったアレッポ地方を含む）、ヨルダン、イスラエルでは最も多い樹種の1つである。標高200メートル (m) までの低い土地でよく見られるが、南スペインでは標高1000 mまで、モロッコ、アルジェリアの南部では標高1700 mまで自生している。シリアのアレッポ原産ではないが、18世紀の錯誤が根強く残ったためにこう呼ばれている。

## 特徴
小型から中型の木で、高さは10 - 25 m、幹の太さは60センチメートル (cm) ほどになり、1 mに達するものもある。幹はひょろひょろと伸びた不定形で、樹冠の頂部は平らになる。寿命は150 - 200年ほど生きるが、火災を受けるリスクが高い。樹皮は橙色から赤色を呈し、根元の部分は厚くてひびが入っているが、樹冠に近い部分は薄くてパサパサしている。
葉は6 - 12 cmの長さの針状であり、明るい緑色で2枚ずつついている。松かさは細い円錐状で、高さ5 - 12 cm、底面の直径2 - 3 cmほどである。初めは緑色で、24か月経ち熟すと赤から茶色になる。その後数年間で徐々にかさが開くが、山火事などがあり熱にさらされるとこの過程が速まる。かさの直径が5 - 8 cmまで開くと種子が飛ばされる。種子は5 - 6ミリメートル (mm) の大きさで、20 mmの羽根がついていて遠くまで運ばれることができる。
カラブリアマツ、カナリーマツ、フランスカイガンショウなどと近縁種で、共通の特徴を多く持つ。カラブリアマツをアレッポマツの亜種と考える学者もいるが、通常は別種とみなされている。比較的変化の少ない種で、広い範囲に渡って形態があまり変化しない。

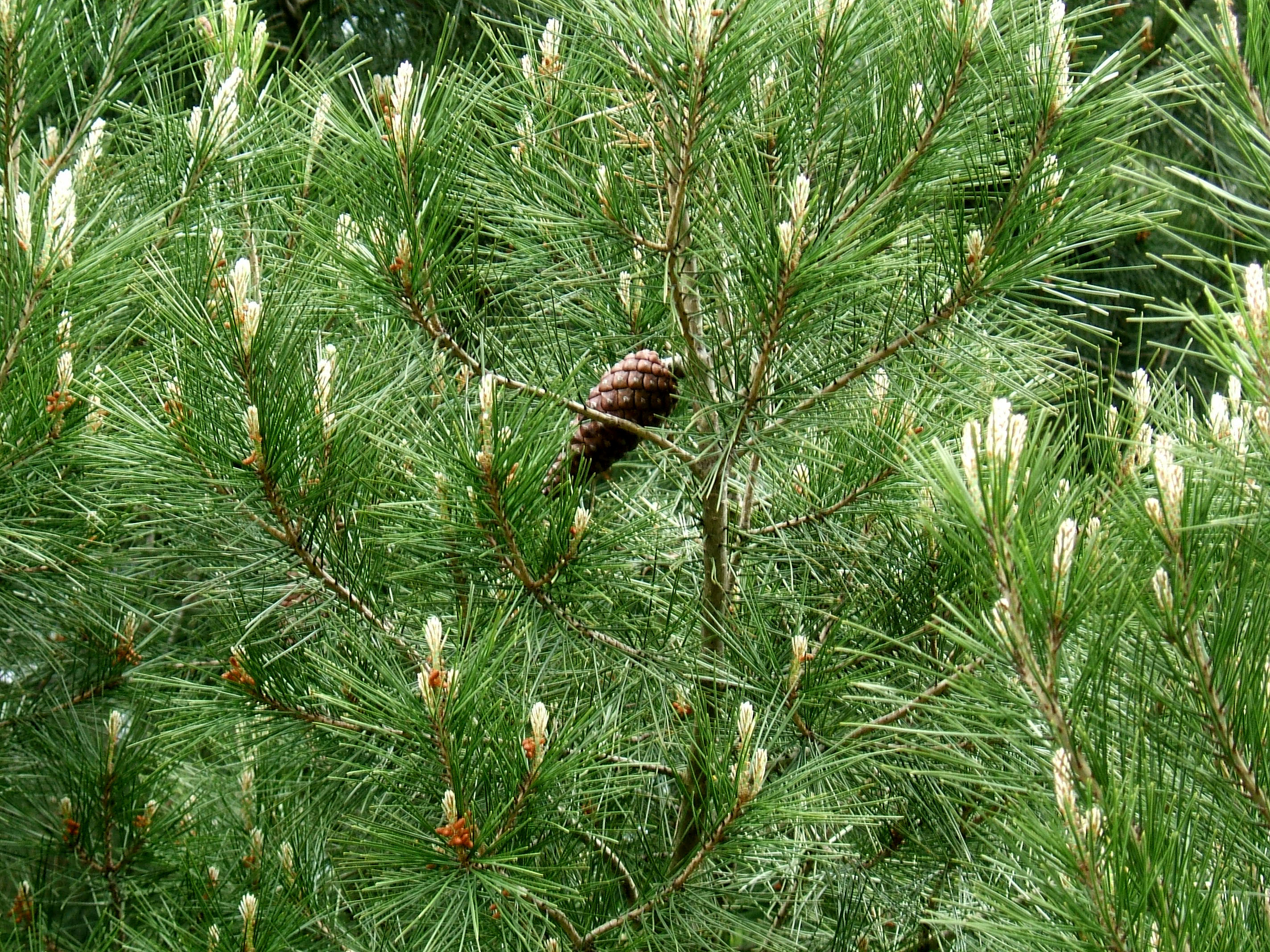
葉と松かさ
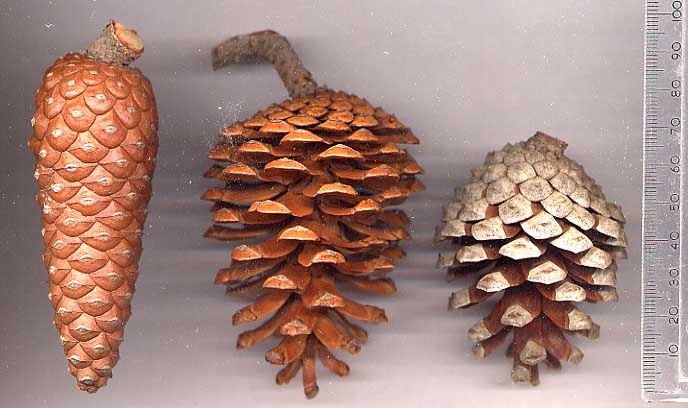
アレッポマツの松かさ

## 利用
アルジェリアやモロッコの森林では最も主要な樹種の一つとして広く植えられている。また高温や乾燥に対する耐性が高いため、南カリフォルニアなどの乾燥地域の公園や庭に園芸植物として植えられている。

## 芸術との関係
ポール・セザンヌはエクス＝アン＝プロヴァンスにある彼の庭園にアレッポマツを植えており、これがThe Big Treesという絵画のモデルとなった。この松は2005年時点でもセザンヌの庭に植えられている。